# Krmine
Krmine (szerbül: Крмине), település Banja Luka községben, Bosznia-Hercegovinában, Bosanska krajina területén, a Szerb Köztársaságban. 

## Fekvése
Bosznia-Hercegovina északi részén, Banja Luka központjától légvonalban 17, közúton 31 km-re délre, az Orbásztól keletre fekvő Manjača-hegység nyugati lejtőin, 200-850 méteres magasságban fekszik.

## Népessége
| Nemzetiségi csoport | Népesség 1991 | Népesség 2013 |
| ------------------- | ------------- | ------------- |
| Szerb               | 973           | 556           |
| Bosnyák             | 0             | 0             |
| Horvát              | 1             | 0             |
| Jugoszláv           | 0             | 0             |
| Egyéb               | 6             | 1             |
| Összesen            | 980           | 557           |

## Története
Krmine a régi boszniai Zemljanik plébánia részeként jelenik meg először a forrásokban, amelyet Prijezda bosnyák bán oklevele 1287-ben említ. A plébánia többi helyéhez hasonlóan 1528-ban az Oszmán Birodalomfennhatósága alá került, és az újonnan alapított Zmijanje náhije része lett.
A település 1878-ig tartozott az Oszmán Birodalomhoz, ekkor a berlini kongresszus határozata alapján az Osztrák-Magyar Monarchia része lett. 1879-ben az első osztrák-magyar népszámlálás során a Banja Luka-i járáshoz tartozó településnek 81 háztartása és 738 ortodox lakosa volt. A dabar-boszniai pravoszláv érsekség 1882-es sematizmusa szerint a krminai plébánián Szent Miklós tiszteletére szentelt fatemplom állt, a településen 82 ház és 782 lélek volt. 1910-ben a Banja Luka-i járáshoz tartozó településen 104 háztartást, 920 ortodox és 4 muszlim lakost találtak. A monarchia szétesésével 1918-ban előbb a Szerb-Horvát-Szlovén Királyság, majd 1929-től a Jugoszláv Királyság része. 1921-ben a községnek 107 háztartása és 903 lakosa volt. Az 1929-es törvény értelmében, amikor Bosznia-Hercegovinát négy banovinára, Drinskára, Vrbaskára, Zetskára és Primorskára osztották, ahol Krmine a Vrbaska banovina része lett, amelynek székhelye Banja Luka volt. Jugoszlávia megszállása után a Független Horvát Állam (NDH) része lett. A második világháború után a szocialista Jugoszláviához tartozott. A daytoni békeszerződést követő területfelosztásnál Banja Luka község részeként a Szerb Köztársaság területéhez került. 

## Nevezetességei
- A Kőhíd a természet geomorfológiai csodája. A természet alkotta híd 70 m magasságával Európa egyik legnagyobb természetes hídja. A kőhíd a Banja Luka - Jajce főútról is látható. Az első kiszélesítésnél lehet parkolni, majd átmenni a közeli Orbászon átívelő függő gyalogoshídon. Itt kezdődik egy 2 km hosszú út, amely szépen ki van jelölve. Ha nyáron arrafelé indulunk, fokozott óvatosságra van szükség a kígyók jelenléte miatt, amit közvetlenül a kőhíd alatt elhelyezett táblák is jeleznek.[8]

- Szent Lázár fejedelem tiszteletére szentelt ortodox templomát 2012-ben szentelték fel. A krupai Szent Illés monostor filiája.[9]